# Euacanthella
Euacanthella är ett släkte av insekter. Euacanthella ingår i familjen dvärgstritar.
Kladogram enligt Catalogue of Life:
| Euacanthella | \| \| Euacanthella bicolor \| \| \| \| \| \| Euacanthella insularis \| \| \| \| \| \| Euacanthella palustris \| \| \| \| |
|              | \| \| Euacanthella bicolor \| \| \| \| \| \| Euacanthella insularis \| \| \| \| \| \| Euacanthella palustris \| \| \| \| |
|              | Euacanthella bicolor |
|              | |
|              | Euacanthella insularis                                                                                                   |
|              | |
|              | Euacanthella palustris                                                                                                   |
|              | |